# Desa Karang Tengah (administrativ by i Indonesien, Jawa Barat)
Desa Karang Tengah är en administrativ by i Indonesien.   Den ligger i provinsen Jawa Barat, i den västra delen av landet, 80 km söder om huvudstaden Jakarta.